# Hans Robert von Rettig
Hans Robert von Rettig. född 26 april 1960 i Finland, är en finländsk företagsledare.
Hans von Rettig är son till Gilbert von Rettig, bror till Cyril von Rettig och Tom von Rettig och sonson till Hans von Rettig. Tomas von Rettig är hans kusinbarn. 
Ägandet inom familjeföretaget Rettig Group delades 2012 mellan de fyra barnen till Gilbert von Rettig. Hans von Rettig och hans familjegren övertog fastighetsrörelsen och rederidelen, inklusive Strömma Turist & Sjöfart.
Hans von Rettig kontrollerar P.C. Rettig & Co AB. Han är styrelseordförande för Strömma Turist & Sjöfart sedan 2012.